# برایان فایرلی
 برایان فایرلی (انگلیسی: Brian Fairlie؛ زادهٔ ۱۳ ژوئن ۱۹۴۸) یک تنیس‌باز اهل نیوزیلند است.